# Рольфс, Герхард (путешественник)
Герхард Рольфс (нем. Gerhard Rohlfs; 14 апреля 1831; Фегезак, близ Бремена — 2 июня 1896, Рюнгсдорф, близ Бад-Годесберга) — немецкий путешественник по Африке. Брат Генриха Рольфса.

## Биография
Девятнадцатилетним он сражался в Шлезвиг-Гольштейне против датчан.
В 1852—1853 годах изучал медицину, но не закончив, стал австрийским солдатом. Дезертировал.
В 1855 году поступил на службу врачом во Французский иностранный легион в Алжире и до 1861 года участвовал в завоевании Великой Кабилии. Здесь он изучил арабский язык и настолько усвоил восточные нравы и обычаи, что смог после отчисления из легиона под видом верующего мусульманина пробраться в Марокко, куда не допускался ни один иностранец, и султан Марокко назначил его главным врачом марокканской армии и своего гарема.
В 1862 году он из Танжера он направился в тогда неизвестный оазис Тафилалет, но в пути был тяжело ранен.
Оправившись от ранения, в 1863—1864 годах вновь перешел Высокий Атлас и первым обследовал оазисы Тафилальт и Туат, и составил первые их описания и карту.
Затем через оазис Тафилальт и Бильму он направился к Куке (Кика) на озере Чад, был в Мандара и Сокото, затем прошёл к Лагосу на Гвинейском берегу.
В 1865 году он отправился в большое путешествие из Триполи к Гвинейскому заливу. К 1867 году он таким образом пересек Северную Африку от Средиземного моря до Гвинейского залива. Это путешествие сделало его знаменитым на весь мир.
В последующие годы он исследовал главным образом Восточную Сахару и Ливийскую пустыню.
В 1868 году Рольфс сопровождал английскую армию в абиссинской экспедиции. В 1869 году он предпринял путешествие в Киренаику и оазис Юпитера Аммона. В 1873—1874 гг. Рольфс, по поручению египетского хедива, повел в Ливийскую пустыню экспедицию, состоявшую из 10 немцев.
В 1878—79 годах предпринял, в сопровождении Штекера, экспедицию в Вадаи, но в оазисе Куфра, которого до этого не видел ни один европеец, подвергся нападению арабов и спасся бегством, понеся значительные материальные убытки.
Необходимо отметить, что Рольфс дольше других немецких исследователей находился в Африке и прошёл по самым малоизвестным местам.
В 1884 году Рольфс был назначен немецким правительством имперским консулом в Занзибаре.
В 1885 году вернулся в Германию и начал обрабатывать свои материалы.
Следует сказать, что первые отчеты, из-за пробелов в образовании, были малоинтересны. Но последующие сделали его не только авторитетным, но и читаемым автором.

## Произведения
- «Reise nach Marokko» (Бремен, 1868; 4-е изд., Норден, 1884);
- «Reise durch Nordafrika 1865—67» (в Ergänzungshefte zu Petermanns Mitteilungen", 1868 и 1873);
- «Im Auftrag des Königs von Preussen mit dem englischen Expeditionscorps in Abessinien» (Бремен, 1869);
- «In Africa» (там же, 1870; 3 изд. Норден, 1884);
- «Von Tripolis nach Alexandrien» (Бремен, 1871; 3 изд., Норден, 1885);
- «Quer durch Afrika. Reise vom Mittelmeer nach dem Tschadsee zum Golf v. Guinea» (Лейпциг, 1874—75);
- «Drei Monate in der Libyschen Wüste» (I т. отчета о путешествии, Кассель, 1875); IA
- «Reise von Tripolis nach der Oase Kufra» (Лейпциг, 1881);
- «Meine Mission nach Abessinien» (там же, 1883).